# 劳动力

洗碗工的勞動

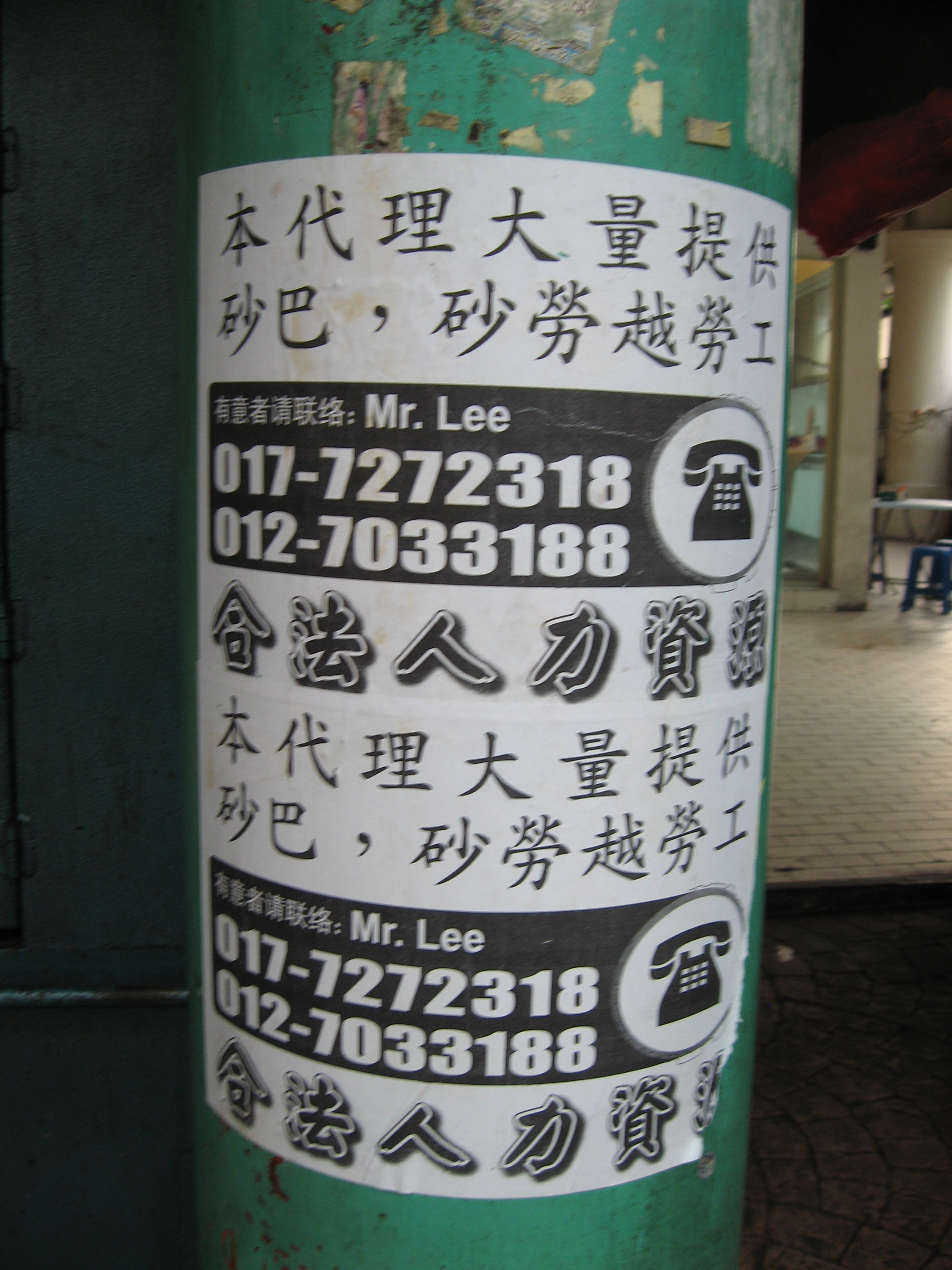
沙巴和砂拉越勞動力廣告，吉隆坡。

勞動力（英語：Workforce），或稱勞動人口（英語：Labor force），是经济学上对能够被雇佣（劳动）潜力的社会人群（人口）指称。在法制健全的国家，能够合法被雇佣的年龄有严格的法律规定，一般规定允许工作的年龄下限，以及退休年齡；对所有能够被雇佣潜力的社会人群可以称之为“劳动力”（提供勞力的人則稱為「勞工」）。通常对不能找到合适工作的劳动力，称之为失业。
劳动力是指具有能够被雇佣潜力的社会人群。他们包括已经有工作以及暂时失业但是在寻求工作的人群。经济学中的失业是指在社会经济中劳动者处于无工作的状态，这些人有工作能力而且愿意工作，却没有工作或正在寻找工作。如果一个符合劳动力标准的人虽然没有工作，但不愿意工作或不去寻找工作，就算不上是严格意义上的失业者，尽管这些人在人口过剩的地区通常情况下都会被视作是隐性失业者，尤其是处在一个就业门槛极高、从业压力极大的欠发达国家或地区这一过剩现象甚为普遍，但是出于对维系社会稳定避免社会动荡并进一步赢得拥护率的层面来考量，往往会将他们从失业人口统计数据中剥离出去而忽略不计。一个社会的劳动力就是就业者和失业者之和。 那些失业但是不寻求工作的劳动人口被称为非从事经济活动的人口，而他们之中陷入贫困的那一部分群体极有可能就是隐性失业者。
我们定义就业人口数量为Ne、失业人口数量为U、处于工作年龄（15歲-64岁）人口数量（既包括从事经济活动的劳动人口也包括不从事经济活动的适龄人口）为PAA、从事经济活动的劳动人口数量（即劳动力）为PA（上文说到的定义）
那么可以定义：
劳动力人口比例为 a=PA/PAA
失业率为 u=U/PA
就业率为 e=Ne/PAA